# Saint-Malo
Saint-Malo település Franciaországban, Ille-et-Vilaine megyében. Lakosainak száma 47 255 fő (2022. január 1.). Saint-Malo Saint-Coulomb, Saint-Méloir-des-Ondes és Saint-Jouan-des-Guérets községekkel határos.

## Fekvése
Dinarddal szemben, az öböl túlsó partján, gránitsziklákon emelkedő városfalakkal övezett település.

## Története

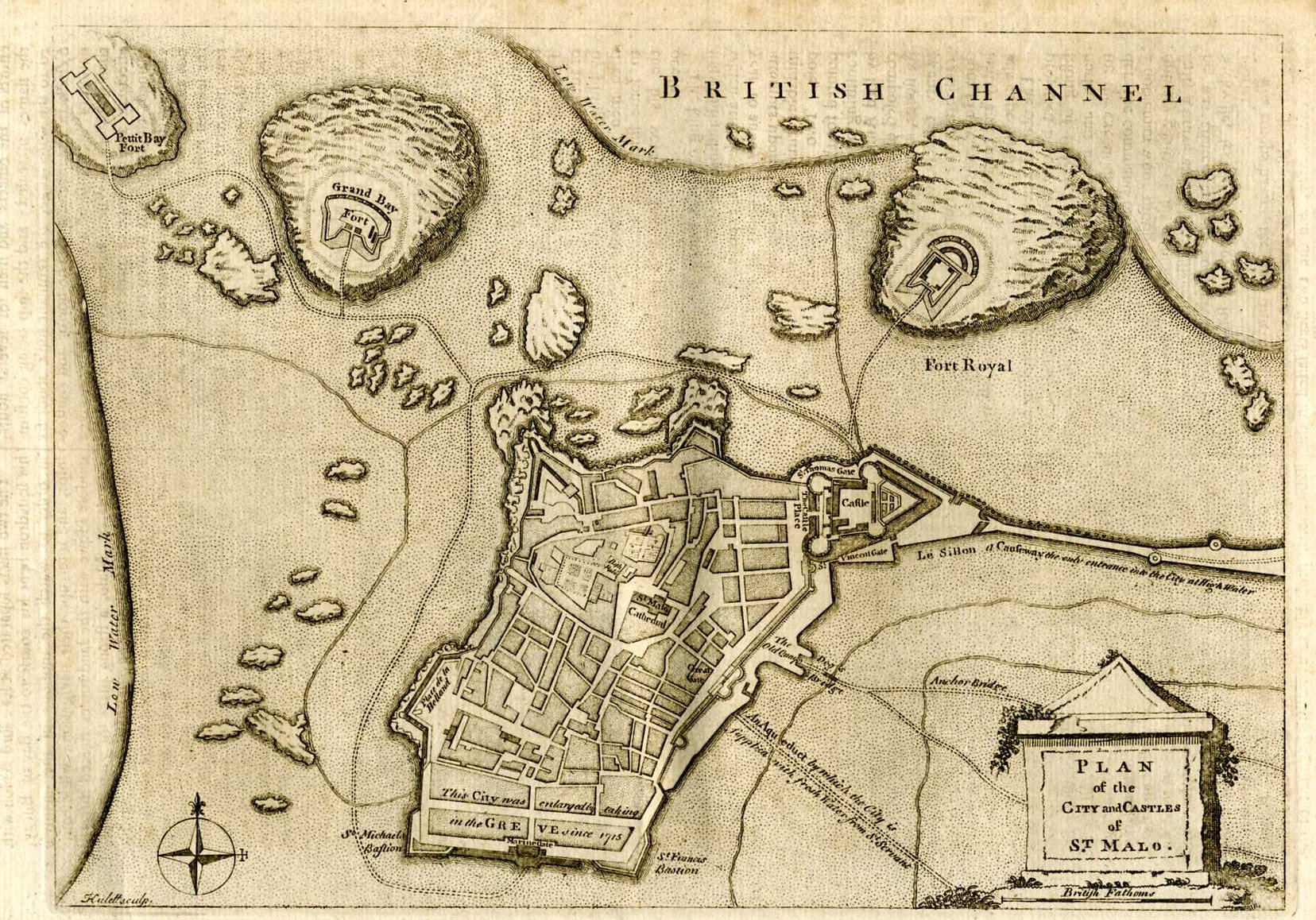
Sant-Malo térképe 1715-ből

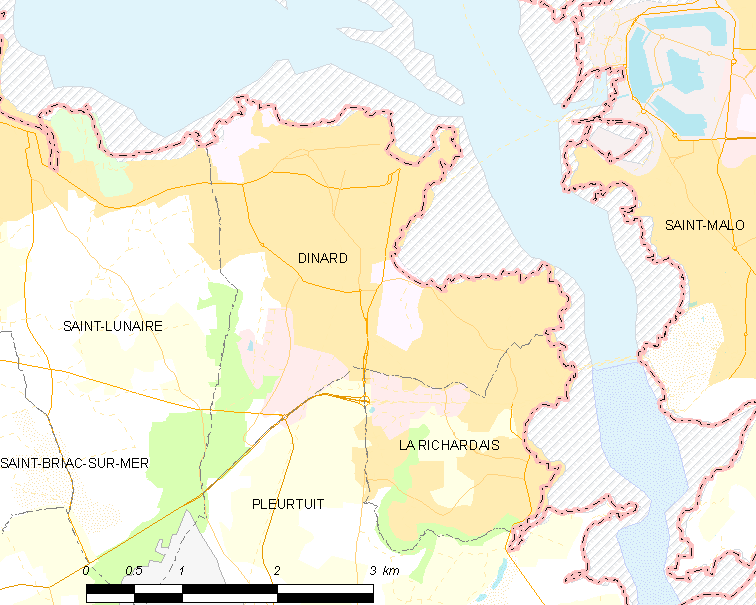
Saint-Malo a térképen

Saint-Malo és az öböl túlsó, szembe partján fekvő Dinard szinte egymás tökéletes ellentéte, ugyanakkor ki is egészítik egymást. Míg Szent-Maloban, a kalózok városában minden kőhöz történelmi emlék tapad, addig Dinardban minden a luxust szolgálja.
Saint-Malo nevét Aleth püspökéről kapta. A város története a normannok inváziójának koráig nyúlik vissza; akkor alapították a szomszédos Aleth, a mai Saint-Servan lakói, akik ide, ebbe a "sasfészekbe" menekültek a félelmetes "északi emberek" elől, majd a 12. században ide költözött püspökük is. Ez időtől Saint-Malo polgárai a normandiai hercegekkel, vagy a Bretagne fejedelmeivel való vitáikban a püspökség hatalmára támaszkodtak. San-Malo püspöke, hogy megvédje városa függetlenségét az angolszászok, a bretonok vagy normannok ellenében néha Franciaország királyaival is szövetkeztek.
Saint-Malo fellendülése Amerika felfedezése után vette kezdetét, amikor a város leghíresebb hajós-fia Jacques Cartier (1494-1554) a kanadai Szent Lőrinc-folyó medencéjében új területek felfedezésére vállalkozott, melyeket aztán I. Ferenc francia király nevében francia birtokba vett. Ettől kezdve a város hajósai és kereskedői élénk kapcsolatba kerültek Kanadával.
A városnak kalózvonatkozásban is vannak hajós hagyományai: Trouin (1673-1736), vagy Surcouf (1773-1827), kik effajta vállalkozásaikat például egyenesen hazafias színben tüntették fel.

## Nevezetességek
- Saint-Vincent katedrális
- Kikötő

## Itt születtek, itt éltek
- Jacques Cartier (Saint-Malo, Bretagne, 1491. december 31. francia felfedező, a kanadai Szent Lőrinc-folyónak és környékének, valamint számos sziget felfedezője, Kanada névadója  1491. december 31-én itt született és később itt is halt meg.
- Charles Le Gobien francia jezsuita pap, sinológus 1652. december 22-én itt született
- Pierre Louis Moreau de Maupertuis francia fizikus, matematikus, filozófus és értelmiségi 1698. július 7-én itt született
- Julien Offray de La Mettrie francia orvos és filozófus 1709. december 19-én itt született
- Charles Le Gobien (Saint-Malo, 1652. december 22. – Párizs, 1708. március 5.) francia jezsuita pap, sinológus.

## Galéria

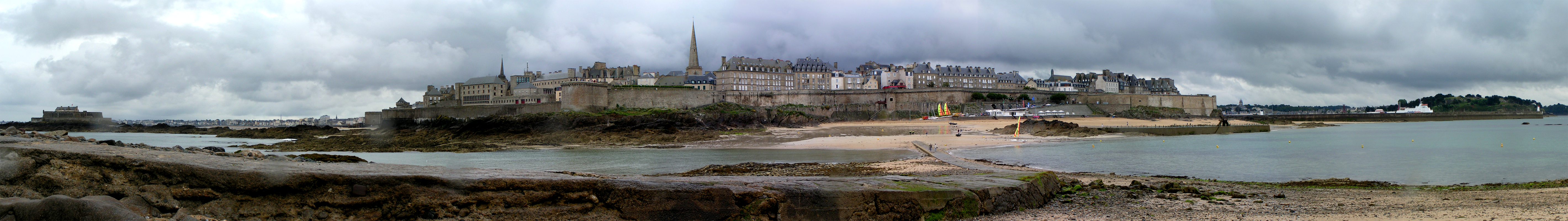
Panoráma

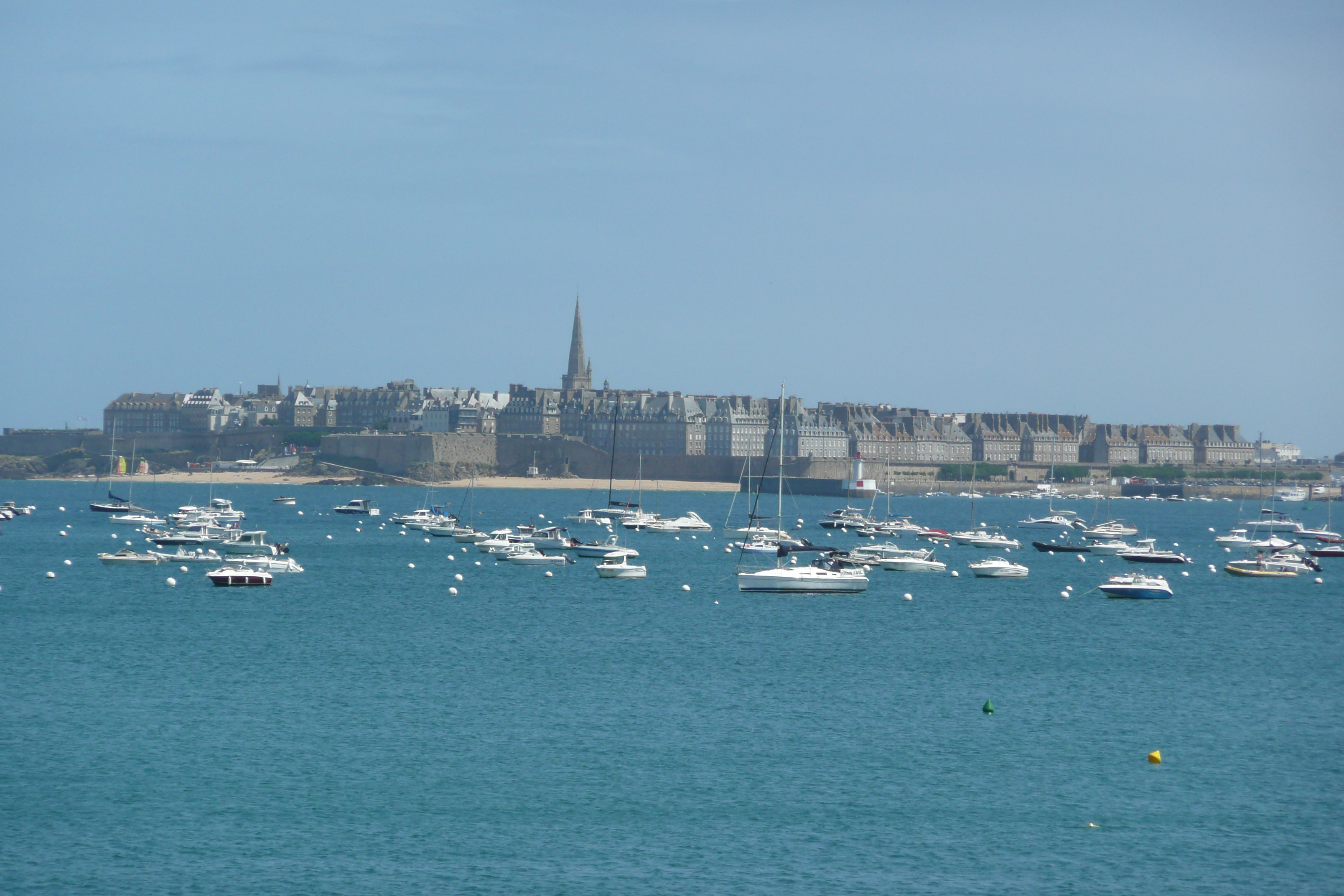
Látkép a kompról
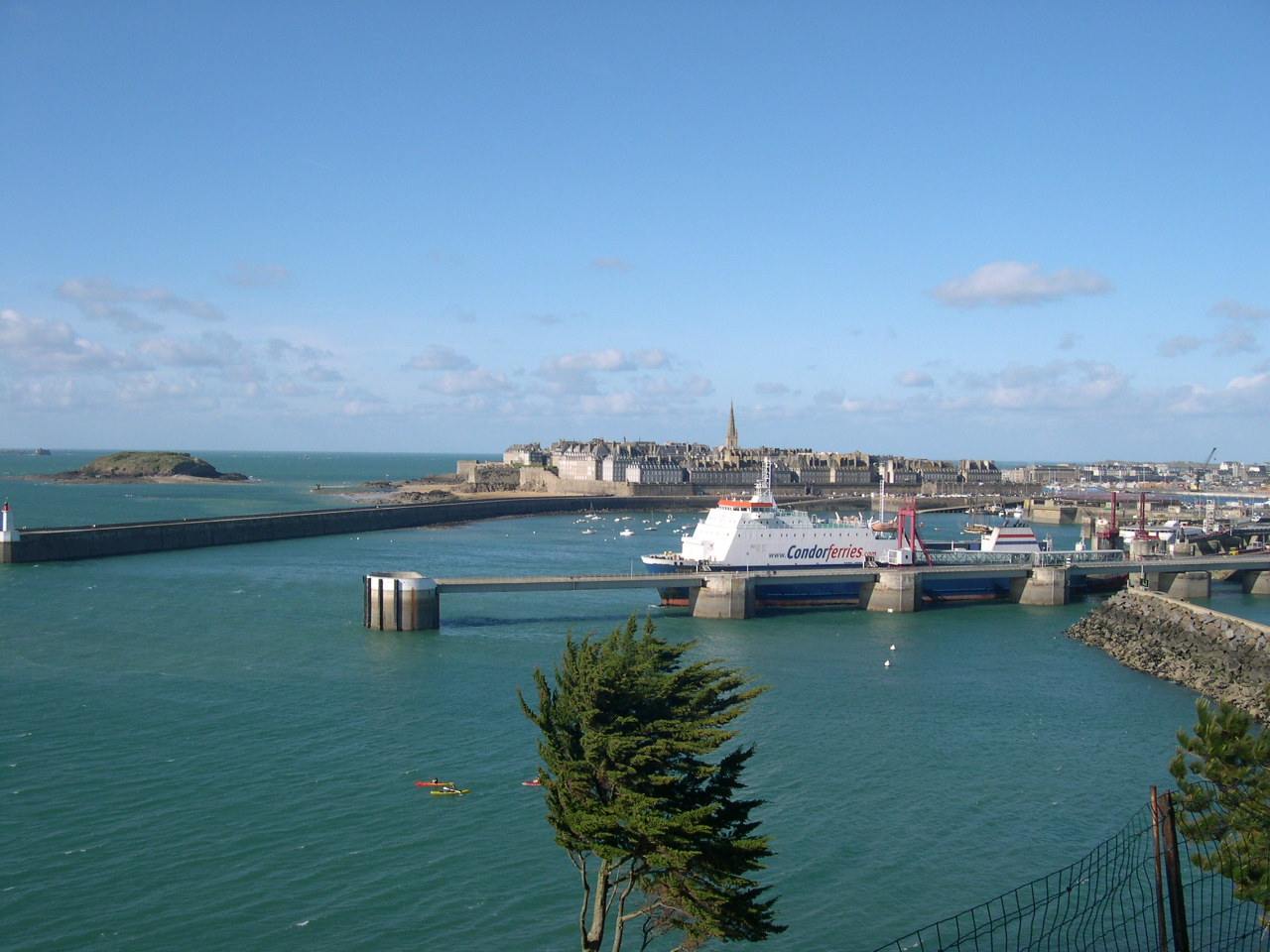
A kikötő
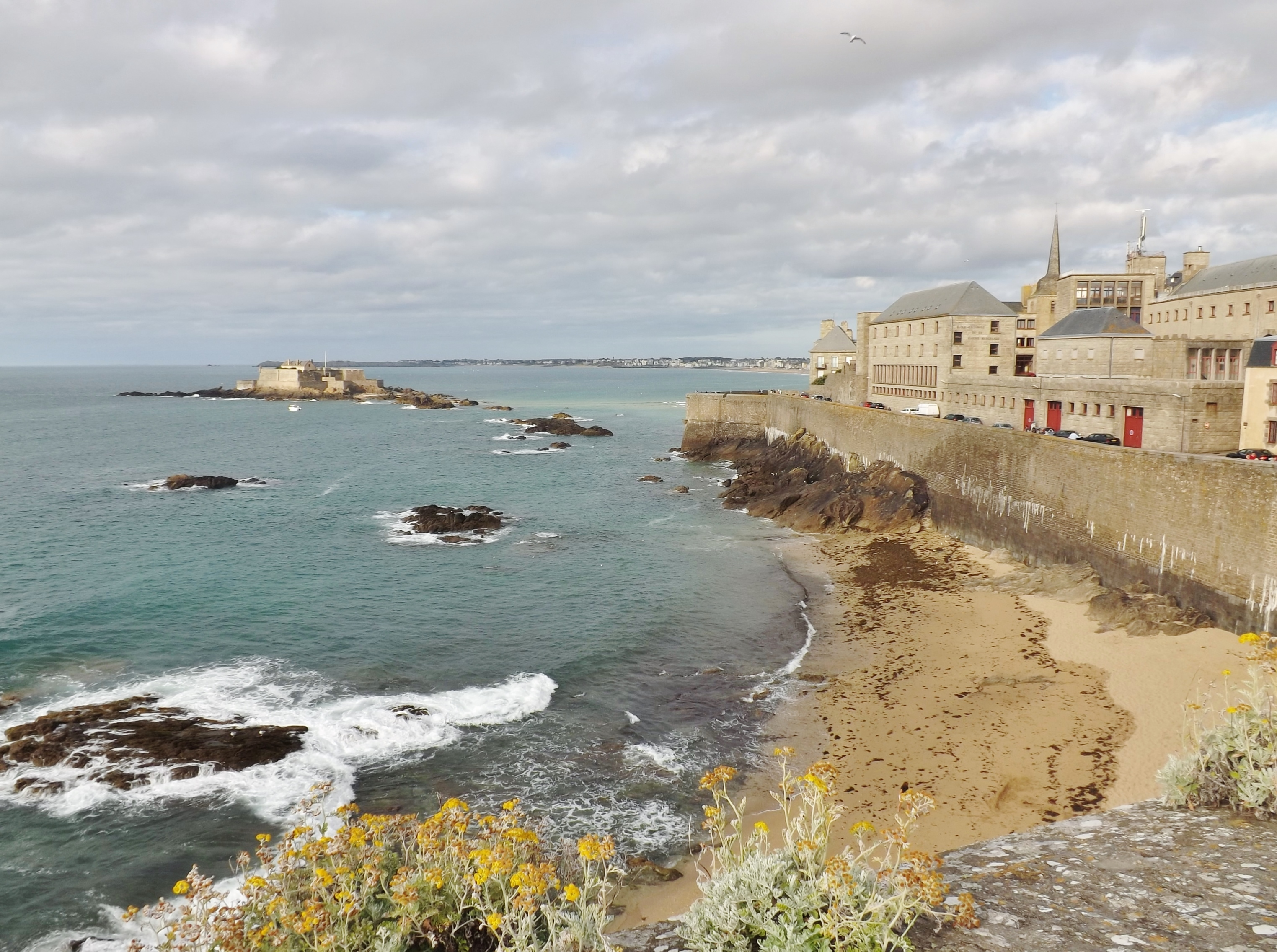
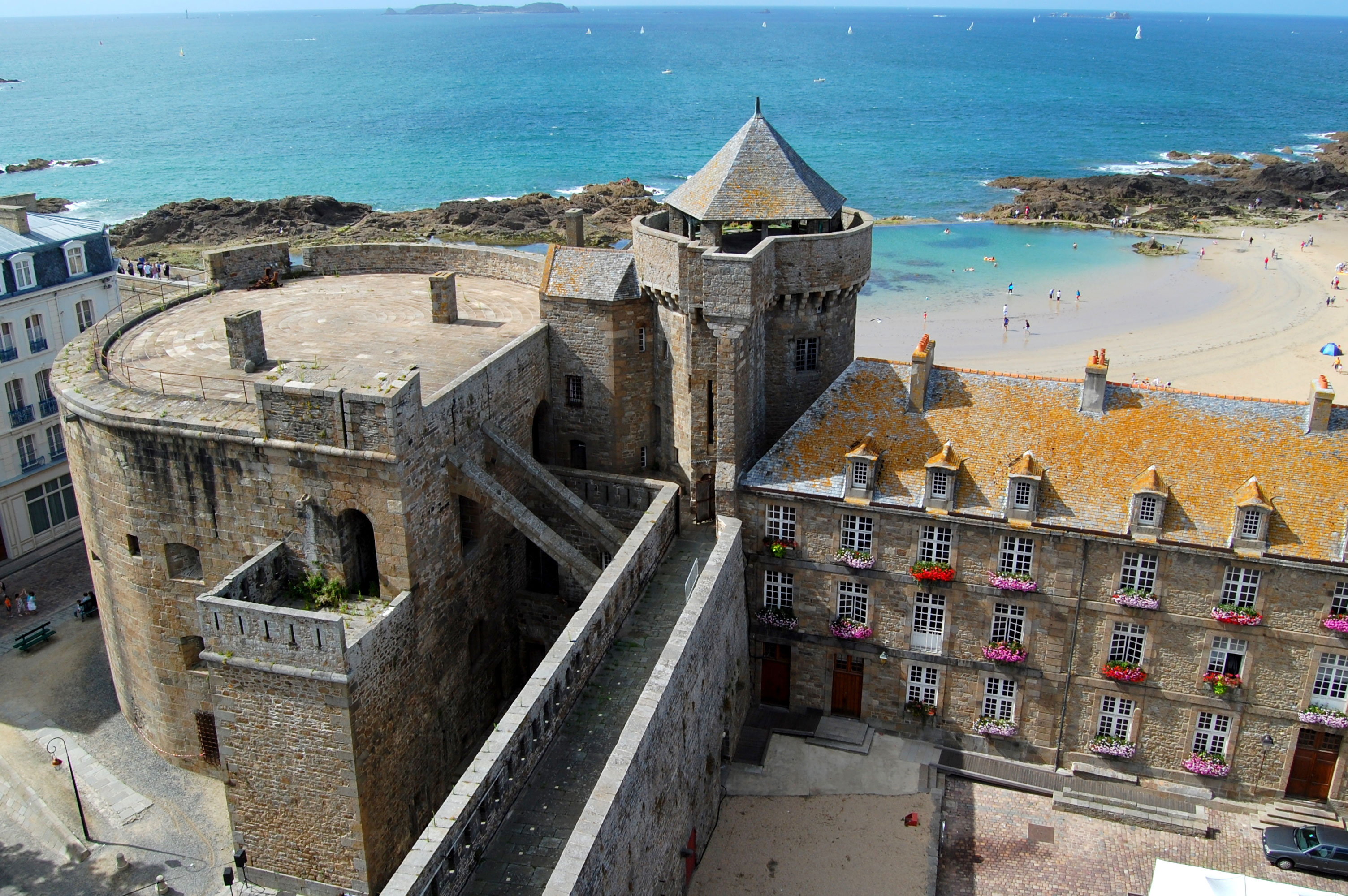
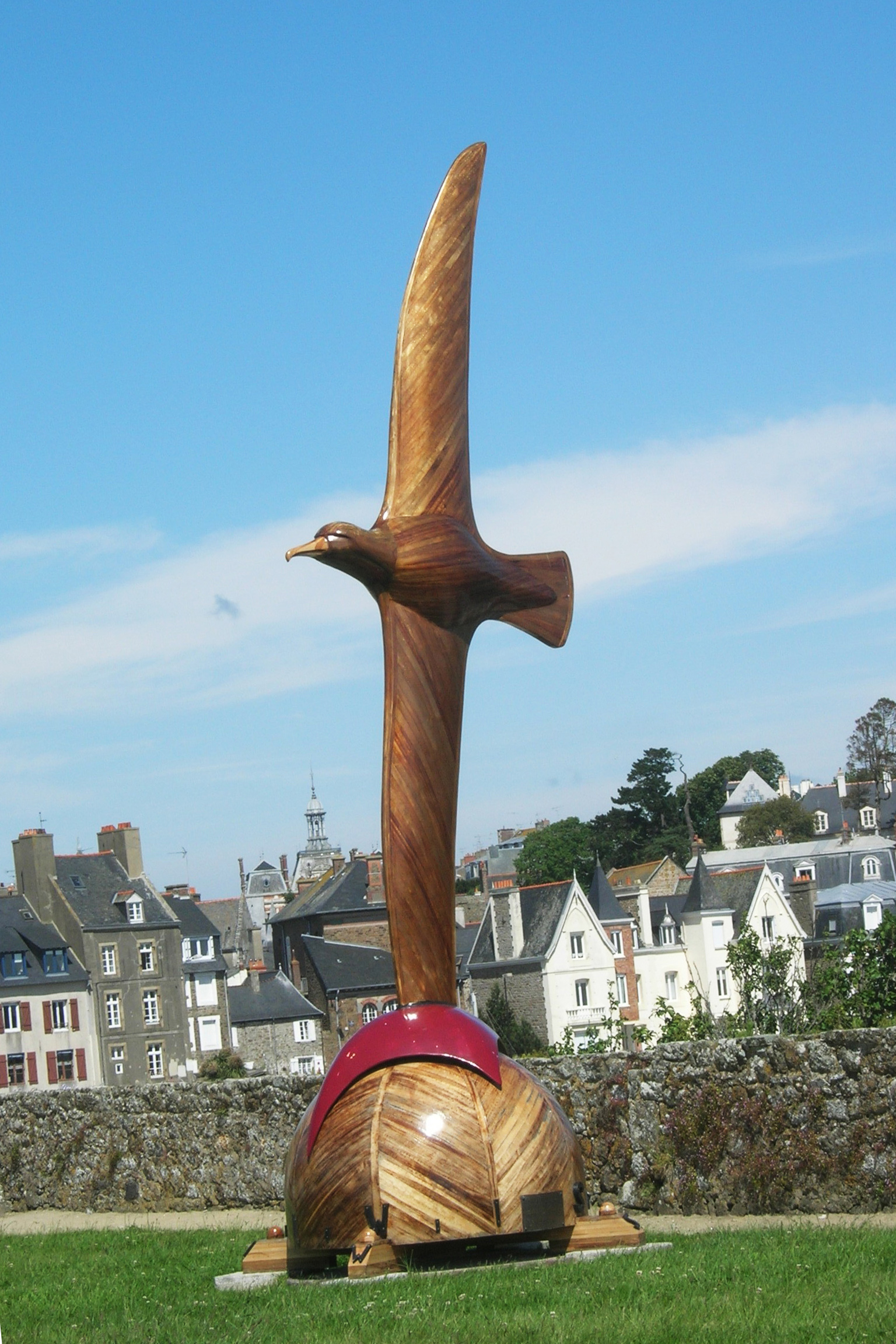
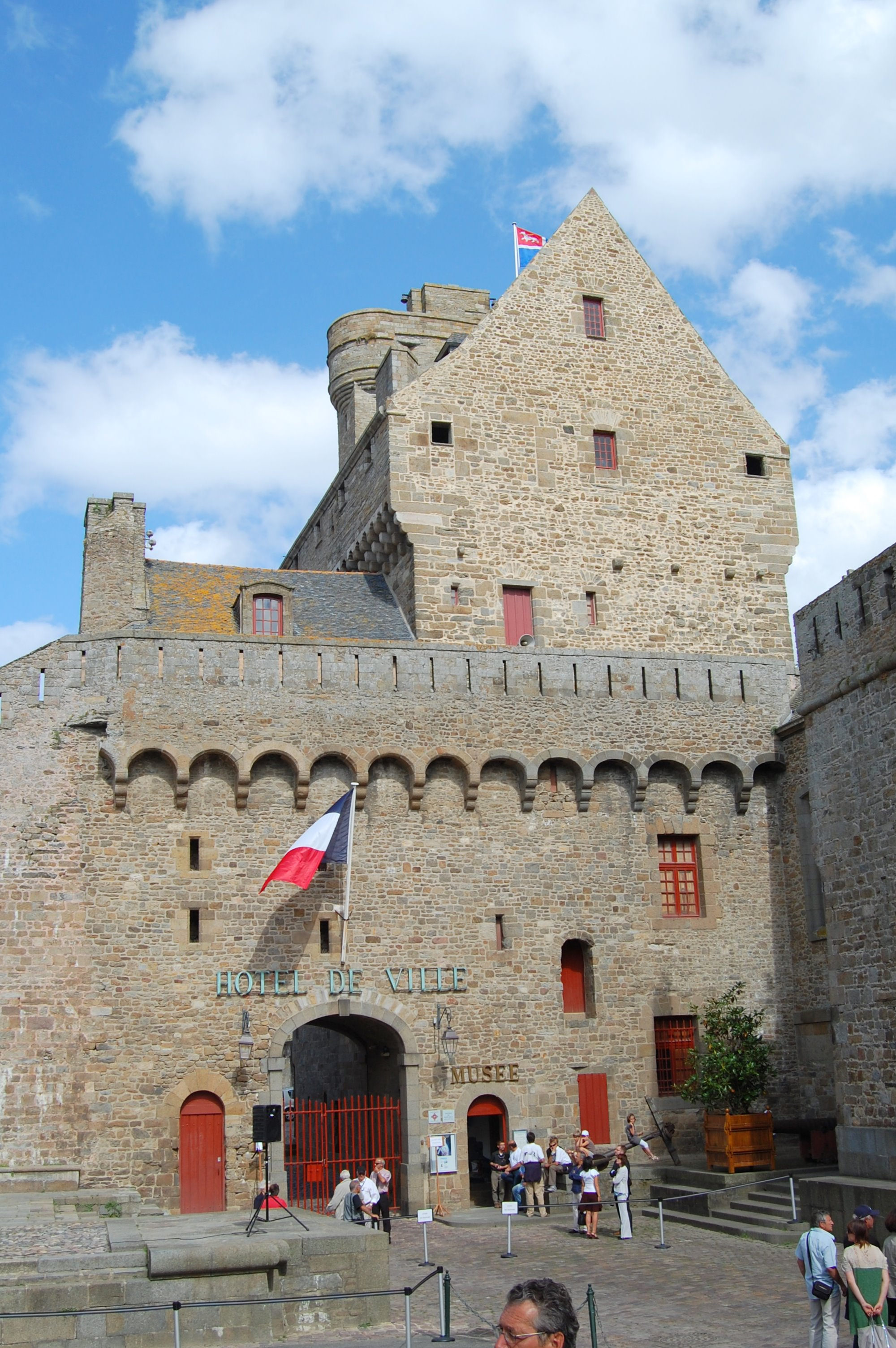
Saint Malo városháza
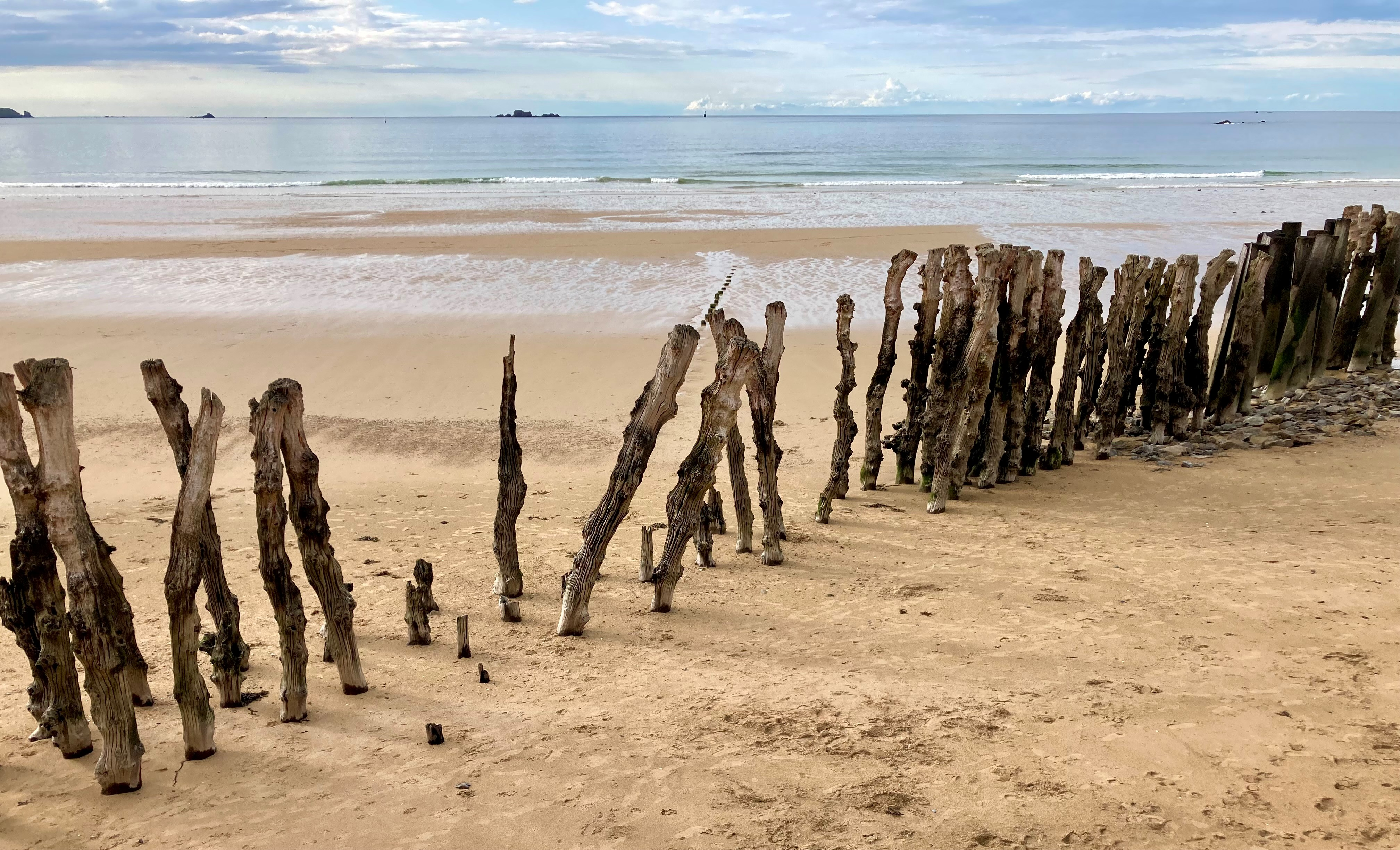
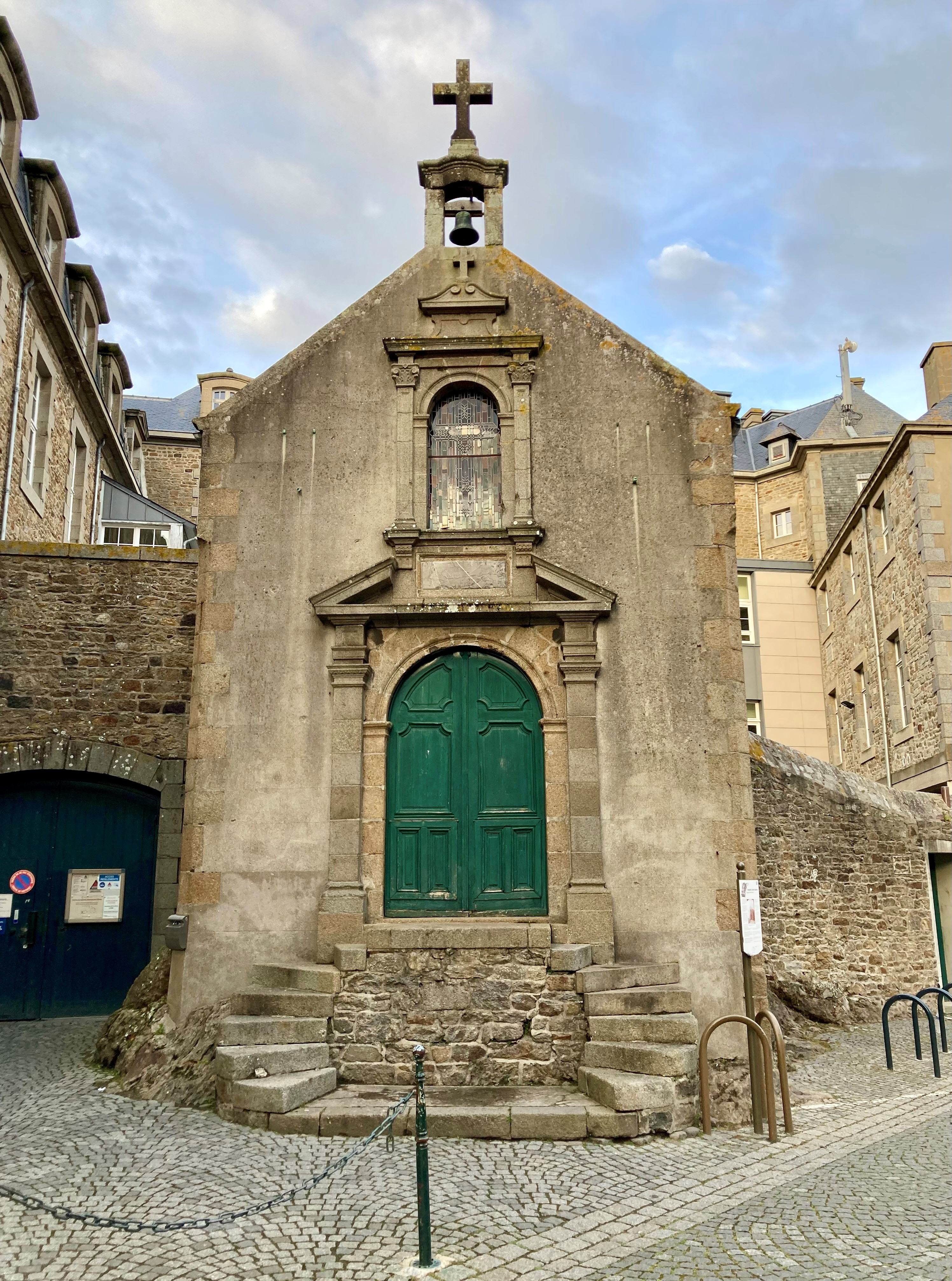
Szent Áron-kápolna

## Népesség
A település népessége az elmúlt években az alábbi módon változott:
| Lakosok száma | 42 297 | 46 347 | 48 057 | 49 661 | 44 919 | 45 719 | 46 097 | 46 803 | 46 995 | 47 255 |
|               | 1968   | 1982   | 1990   | 2006   | 2013   | 2015   | 2017   | 2019   | 2020   | 2022   |